# Chorizanthe peduncularis
Chorizanthe peduncularis är en slideväxtart som beskrevs av George Bentham. Chorizanthe peduncularis ingår i släktet Chorizanthe och familjen slideväxter. Inga underarter finns listade i Catalogue of Life.